# 世界各国の外務大臣一覧

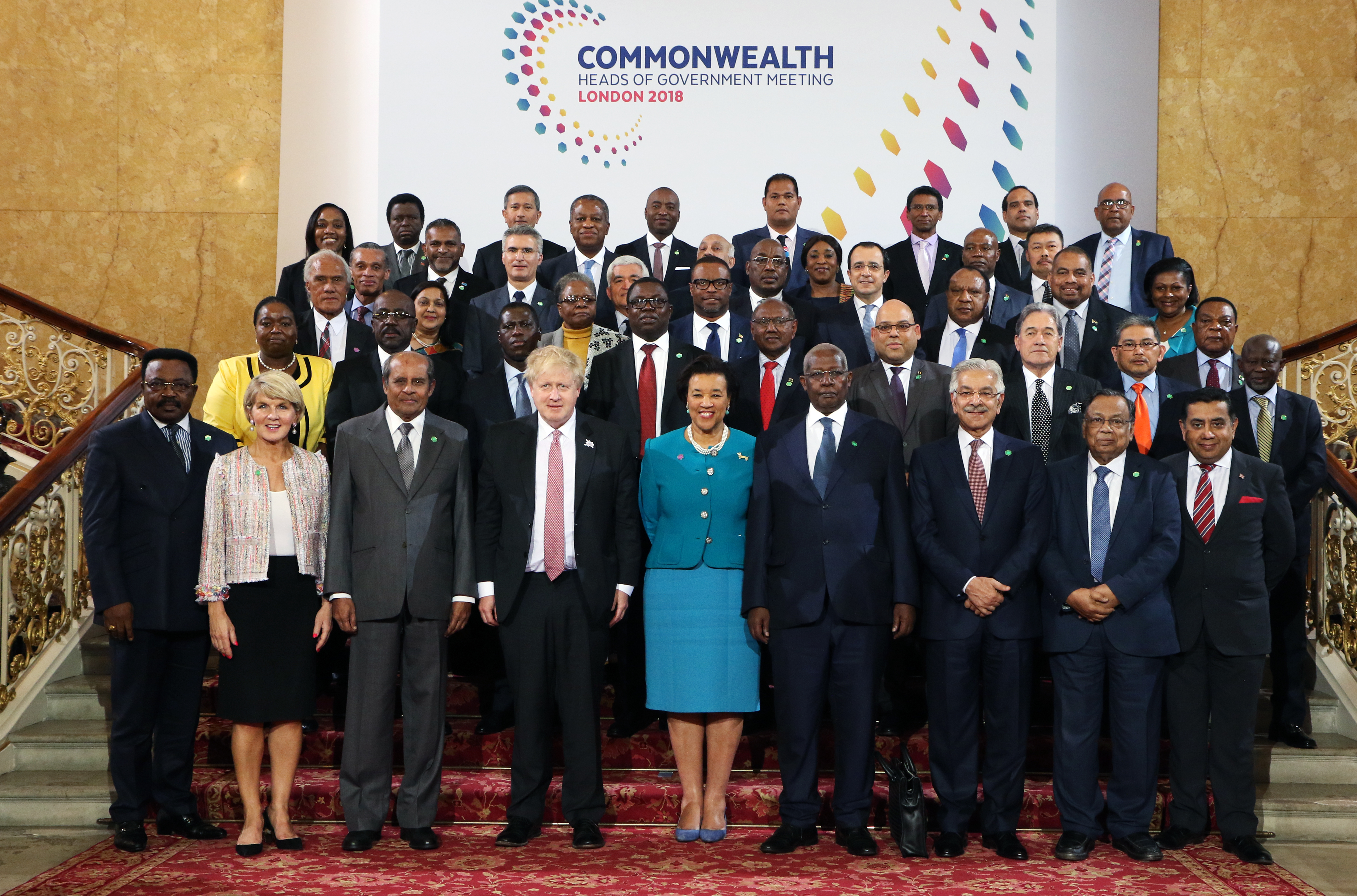
2018年4月18日、ロンドンで開催された第25回コモンウェルス首脳会議(CHOGM 2018)での各国の外務大臣

世界各国の外務大臣一覧（せかいかっこくのがいむだいじんいちらん）では、現代世界における主権国家（主に国際連合加盟国）やその他の国・地域・政府などにおける外務大臣（外相）の名を列挙する。

## 国連加盟国

### ア行
| 国                       | 氏名                                                                 | 役職                                       | 就任           |
| ------------------------ | -------------------------------------------------------------------- | ------------------------------------------ | -------------- |
| アイスランド             | ソルゲルズル・カトリン・グンナルスドッティル                         | 外務大臣                                   | 2024年12月21日 |
| アイルランド             | サイモン・ハリス                                                     | 外務・貿易大臣                             | 2025年1月23日  |
| アゼルバイジャン         | ジェイフン・バイラモフ                                               | 外務大臣                                   | 2020年7月16日  |
| アフガニスタン           | アミール・ハーン・ムッタキー                                         | 外務大臣（暫定）                           | 2021年9月7日   |
| アメリカ合衆国           | マルコ・ルビオ                                                       | 国務長官                                   | 2025年1月21日  |
| アラブ首長国連邦         | アブドゥッラー・ビン・ザーイド・アール・ナヒヤーン                   | 外務大臣                                   | 2006年2月9日   |
| アルジェリア             | アハマド・アターフ                                                   | 外務大臣                                   | 2023年3月16日  |
| アルゼンチン             | ヘラルド・ウェルテイン                                               | 外務・通商・宗務大臣                       | 2024年11月4日  |
| アルバニア               | イグリ・ハサニ                                                       | 欧州・外務大臣                             | 2023年9月12日  |
| アルメニア               | アララット・ミルゾヤン                                               | 外務大臣                                   | 2021年8月19日  |
| アンゴラ                 | テテ・アントニオ                                                     | 外務大臣                                   | 2020年4月6日   |
| アンティグア・バーブーダ | ポール・チェット・グリーン                                           | 外務・国際貿易・出入国管理大臣             | 2018年3月22日  |
| アンドラ                 | イマ・トル                                                           | 外務大臣                                   | 2023年5月15日  |
| イエメン                 | シャーイア・モフセン・アッ＝ジンダーニー                             | 外務大臣                                   | 2024年3月26日  |
| イギリス                 | デイビッド・ラミー                                                   | 外務・英連邦・開発大臣                     | 2024年7月5日   |
| イスラエル               | ギドン・サール                                                       | 外務大臣                                   | 2024年11月5日  |
| イタリア                 | アントニオ・タイヤーニ                                               | 外務・国際協力大臣                         | 2022年10月22日 |
| イラク                   | フアード・フセイン                                                   | 外務大臣                                   | 2020年6月6日   |
| イラン                   | アッバース・アラーグチー                                             | 外務大臣                                   | 2024年8月21日  |
| インド                   | スブラマニヤム・ジャイシャンカル                                     | 外務大臣                                   | 2019年5月30日  |
| インドネシア             | スギオノ                                                             | 外務大臣                                   | 2024年10月21日 |
| ウガンダ                 | ジェジェ・オドンゴ                                                   | 外務大臣                                   | 2021年6月22日  |
| ウクライナ               | アンドリー・シビハ                                                   | 外務大臣                                   | 2024年9月5日   |
| ウズベキスタン           | バフティヤール・サイドフ                                             | 外務大臣                                   | 2023年4月25日  |
| ウルグアイ               | マリオ・ルベトキン                                                   | 外務大臣                                   | 2025年3月1日   |
| エクアドル               | ガブリエラ・ソメルフェルド                                           | 外務大臣                                   | 2023年11月23日 |
| エジプト                 | バドル・アブドゥルアーティ                                           | 外務大臣                                   | 2024年7月3日   |
| エストニア               | マルグス・ツァフクナ                                                 | 外務大臣                                   | 2023年4月17日  |
| エスワティニ             | トゥリ・ドラドラ                                                     | 外務・国際協力大臣                         | 2018年11月2日  |
| エチオピア               | ゲディオン・ティモテオス                                             | 外務大臣                                   | 2024年10月18日 |
| エリトリア               | オスマン・サレー・モハメド                                           | 外務大臣                                   | 2007年4月18日  |
| エルサルバドル           | アレクサンドラ・ヒル・ティノコ                                       | 外務大臣                                   | 2019年6月1日   |
| オーストラリア           | ペニー・ウォン                                                       | 外務大臣                                   | 2022年5月23日  |
| オーストリア             | アレクサンダー・シャレンベルク                                       | 欧州・国際問題担当連邦大臣（暫定首相兼任） | 2021年12月6日  |
| オマーン                 | サイイド・バドル・ビン・ハマド・ビン・ハムード・アルブーサイーディー | 外務大臣                                   | 2020年8月18日  |
| オランダ                 | カスパー・フェルトカンプ                                             | 外務大臣                                   | 2024年7月2日   |

### カ行
| 国               | 氏名                                                     | 役職                                 | 就任           |
| ---------------- | -------------------------------------------------------- | ------------------------------------ | -------------- |
| ガーナ           | シェリ・アヨコー・ボチュウェイ                           | 外務・地域統合大臣                   | 2017年1月28日  |
| カーボベルデ     | ジャニーン・レリス                                       | 外務・共同体大臣兼国防大臣           | 2021年5月18日  |
| ガイアナ         | ヒュー・トッド                                           | 外務・国際協力大臣                   | 2020年8月5日   |
| カザフスタン     | ムラト・ヌルトレウ                                       | 外務大臣（副首相を兼任）             | 2023年4月3日   |
| カタール         | ムハンマド・ビン・アブドゥッラフマーン・アール＝サーニー | 外務大臣                             | 2016年1月27日  |
| カナダ           | アニタ・アナンド                                         | 外務大臣                             | 2025年5月13日  |
| ガボン           | レジス・オナンガ・ンディアイ                             | 外務大臣                             | 2023年9月9日   |
| カメルーン       | ルジューヌ・ンベラ・ンベラ                               | 外務大臣                             | 2015年10月2日  |
| 韓国             | 趙兌烈                                                   | 外交部長官                           | 2024年1月10日  |
| ガンビア         | ママドゥ・タンガラ                                       | 外務大臣                             | 2018年6月29日  |
| カンボジア       | プラック・ソコン                                         | 外務・国際協力大臣                   | 2024年11月20日 |
| 北朝鮮           | 崔善姫                                                   | 外務相                               | 2022年6月11日  |
| 北マケドニア     | ブヤル・オスマニ                                         | 外務大臣                             | 2020年8月31日  |
| ギニア           | モリサンダ・クヤテ                                       | 外務・在外自国民大臣                 | 2021年10月25日 |
| ギニアビサウ     | スージー・バルボサ                                       | 外務・国際協力・共同体大臣           | 2020年3月2日   |
| キプロス         | コンスタンディノス・コンボス                             | 外務大臣                             | 2023年3月1日   |
| キューバ         | ブルーノ・ロドリゲス・パリージャ                         | 外務大臣                             | 2009年3月2日   |
| ギリシャ         | ゲオルギオス・ゲラペトリティス                           | 外務大臣                             | 2023年6月27日  |
| キリバス         | ターネス・マーマウ                                       | 外務・移民大臣（大統領が兼任）       | 2016年3月15日  |
| キルギス         | ジェーンベク・クルバエフ                                 | 外務大臣                             | 2022年4月22日  |
| グアテマラ       | カルロス・ラミロ・マルティネス                           | 外務大臣                             | 2024年1月15日  |
| クウェート       | アブドゥッラー・アリー・アル＝ヤフヤー                   | 外務大臣                             | 2024年1月17日  |
| グレナダ         | ジョセフ・アンドール                                     | 外務・国際商業・カリコム担当大臣     | 2022年6月30日  |
| クロアチア       | ゴルダン・グルリッチ・ラドマン                           | 外務・欧州問題大臣                   | 2019年7月17日  |
| ケニア           | ムサリア・ムダバディ                                     | 外務長官                             | 2023年10月4日  |
| コートジボワール | カンディア・カマラ                                       | 外務大臣                             | 2021年4月6日   |
| コスタリカ       | アルノルド・アンドレ                                     | 外務・宗務大臣                       | 2022年5月8日   |
| コモロ           | ドイヒール・ドゥルカマル                                 | 外務・国際協力大臣、在外コモロ人担当 | 2020年9月28日  |
| コロンビア       | アルバロ・レイバ                                         | 外務大臣                             | 2022年8月7日   |
| コンゴ共和国     | ジャン＝クロード・ガコソ                                 | 外務・協力・在外コンゴ人大臣         | 2015年8月10日  |
| コンゴ民主共和国 | クリストフ・ルトゥンドゥラ                               | 外務大臣                             | 2021年4月26日  |

### サ行
| 国                               | 氏名                                                                        | 役職                                             | 就任           |
| -------------------------------- | --------------------------------------------------------------------------- | ------------------------------------------------ | -------------- |
| サウジアラビア                   | ファイサル・ビン・ファルハーン・アール・サウード                            | 外務大臣                                         | 2019年10月23日 |
| サモア                           | フィアメ・ナオミ・マタアファ                                                | 外務貿易大臣（首相が兼任）                       | 2021年5月24日  |
| サントメ・プリンシペ             | ガレス・グアダルーペ (Gareth Guadalupe)                                     | 外務・共同体大臣                                 | 2023年8月9日   |
| ザンビア                         | ムランボ・ハインベ                                                          | 外務大臣                                         | 2024年6月5日   |
| サンマリノ                       | ルカ・ベッカーリ                                                            | 外務・国際経済協力・電気通信担当大臣             | 2020年1月7日   |
| シエラレオネ                     | ナビーラ・チュニス                                                          | 外務・国際協力大臣                               | 2019年5月9日   |
| ジブチ                           | アブドゥルカデル・フセイン・オマル (Abdoulkader Houssein Omar)              | 外務・国際協力大臣                               | 2025年4月1日   |
| ジャマイカ                       | カミーナ・ジョンソン＝スミス                                                | 外務貿易大臣                                     | 2016年3月7日   |
| ジョージア                       | イリア・ダルチアシヴィリ                                                    | 外務大臣                                         | 2022年4月4日   |
| シリア                           | アスアド・ハサン・アッ＝シャイバーニー（暫定政権）                          | 外務在外居住者大臣                               | 2024年12月21日 |
| シンガポール                     | ヴィヴィアン・バラクリシュナン                                              | 外務大臣                                         | 2015年10月1日  |
| ジンバブエ                       | アモン・ムルウィラ                                                          | 外務・国際貿易大臣                               | 2024年10月15日 |
| スイス                           | イニャツィオ・カシス                                                        | 外務担当連邦参事                                 | 2017年11月1日  |
| スウェーデン                     | マリア・マルマー・ステナーガルド                                            | 外務大臣                                         | 2024年9月10日  |
| スーダン                         | フセイン・アル＝アミン・アル＝ファディル (Hussein al-Amin al-Fadil)（代行） | 外務大臣                                         | 2025年4月17日  |
| スペイン                         | ホセ・マヌエル・アルバレス                                                  | 外務・EU・協力大臣                               | 2021年7月12日  |
| スリナム                         | アルバート・ラムディン                                                      | 外務・国際ビジネス・国際協力大臣                 | 2020年7月16日  |
| スリランカ                       | ヴィジタ・ヘーラット                                                        | 外務大臣                                         | 2024年9月24日  |
| スロバキア                       | ジュラジ・ブラナール                                                        | 外務・欧州問題大臣                               | 2023年10月25日 |
| スロベニア                       | ターニャ・ファヨン                                                          | 外務大臣                                         | 2022年6月1日   |
| セーシェル                       | シルヴェストル・ラドゴンド                                                  | 外務・観光大臣                                   | 2020年11月3日  |
| 赤道ギニア                       | シメオン・オヨノ・エソノ・アングエ                                          | 外務・協力大臣                                   | 2018年2月6日   |
| セネガル                         | ヤシン・ファル                                                              | 外務・在外自国民大臣                             | 2024年4月5日   |
| セルビア                         | イヴィツァ・ダチッチ                                                        | 外務大臣                                         | 2022年10月23日 |
| セントクリストファー・ネイビス   | デンジル・ダグラス                                                          | 外務・航空大臣                                   | 2022年8月13日  |
| セントビンセント・グレナディーン | ラルフ・ゴンサルヴェス                                                      | 外務・国家安全保障・法務・情報大臣（首相が兼任） | 2020年11月10日 |
| セントルシア                     | アルヴァ・バプティスト                                                      | 外務大臣                                         | 2021年8月5日   |
| ソマリア                         | アブディサラン・アブディ・アリ (Abdisalan Abdi Ali)                         | 外務・投資促進大臣                               | 2025年4月27日  |
| ソロモン諸島                     | ピーター・シャネル・アゴバカ                                                | 外務・貿易大臣                                   | 2024年5月7日   |

### タ行
| 国                   | 氏名                                                | 役職                                         | 就任           |
| -------------------- | --------------------------------------------------- | -------------------------------------------- | -------------- |
| タイ                 | マリス・センギャンポーン                            | 外務大臣                                     | 2024年4月30日  |
| タジキスタン         | シロジッディン・ムフリッディン                      | 外務大臣                                     | 2013年11月29日 |
| タンザニア           | マフムード・タビット・コンボ (Mahmoud Thabit Kombo) | 外務・東アフリカ協力大臣                     | 2024年7月21日  |
| チェコ               | ヤン・リパフスキー                                  | 外務大臣                                     | 2021年12月17日 |
| チャド               | マハマト・サーレハ・アナディフ                      | 外務大臣                                     | 2022年10月14日 |
| 中央アフリカ共和国   | シルヴィ・バイポ＝テモン                            | 外務・アフリカ統合・在外国民大臣             | 2018年12月14日 |
| 中華人民共和国       | 王毅                                                | 外交部長                                     | 2023年7月25日  |
| チュニジア           | ムハンマド・アリー・ナフティー                      | 外務・移民・在外チュニジア人大臣             | 2024年8月25日  |
| チリ                 | アルベルト・ファン・クラフェレン                    | 外務大臣                                     | 2023年3月10日  |
| ツバル               | ポールソン・パナパ                                  | 外務・労働・通商大臣                         | 2024年2月28日  |
| デンマーク           | ラース・ロッケ・ラスムセン                          | 外務大臣                                     | 2022年12月15日 |
| ドイツ               | ヨハン・ワデフル                                    | 外務大臣                                     | 2025年5月6日   |
| トーゴ               | ロベール・デュセ                                    | 外務・協力・アフリカ統合大臣                 | 2016年6月28日  |
| ドミニカ共和国       | ロベルト・アルバレス                                | 外務大臣                                     | 2020年8月16日  |
| ドミニカ国           | ケネス・ダルー                                      | 外務・国際経済・海外居住者関係大臣           | 2019年12月17日 |
| トリニダード・トバゴ | シーン・ソバーズ                                    | 外務・カリコム担当大臣兼国家安全保障省付大臣 | 2025年5月3日   |
| トルクメニスタン     | ラシッド・メレドフ                                  | 副首相兼外務大臣                             | 2001年7月7日   |
| トルコ               | ハカン・フィダン                                    | 外務大臣                                     | 2023年6月4日   |
| トンガ               | トゥポウトア・ウルカララ                            | 外務大臣                                     | 2025年1月28日  |

### ナ行
| 国               | 氏名                                               | 役職                       | 就任           |
| ---------------- | -------------------------------------------------- | -------------------------- | -------------- |
| ナイジェリア     | ユスフ・トゥガル                                   | 外務大臣                   | 2023年8月21日  |
| ナウル           | ライノル・エニミア                                 | 大統領補佐兼外務・貿易大臣 | 2023年10月30日 |
| ナミビア         | セルマ・アシパラ＝ムサヴィ                         | 国際関係・協力大臣         | 2025年3月22日  |
| ニカラグア       | ヴァルドラック・ヤエンチュケ (Valdrack Jaentschke) | 外務大臣                   | 2024年9月5日   |
| ニジェール       | バカリ・ヤオ・サンガレ (Bakary Yaou Sangaré)       | 外務大臣                   | 2023年8月9日   |
| 日本             | 岩屋毅                                             | 外務大臣                   | 2024年10月1日  |
| ニュージーランド | ウインストン・ピータース                           | 外務大臣（副首相兼任）     | 2023年11月27日 |
| ネパール         | アルジュ・ラナ・デウバ                             | 外務大臣                   | 2024年7月15日  |
| ノルウェー       | エスペン・バース・エイデ                           | 外務大臣                   | 2023年10月16日 |

### ハ行
| 国                       | 氏名                                                            | 役職                                 | 就任           |
| ------------------------ | --------------------------------------------------------------- | ------------------------------------ | -------------- |
| バーレーン               | アブドゥッラティーフ・ビン・ラーシド・アッ＝ザイヤーニー        | 外務大臣                             | 2020年2月11日  |
| ハイチ                   | ドミニク・デュプイ                                              | 外務・宗務大臣                       | 2024年6月12日  |
| パキスタン               | イスハーク・ダール                                              | 外務大臣                             | 2024年3月11日  |
| パナマ                   | ハビエル・マルティネス・アチャ (Javier Martínez Acha)           | 外務大臣                             | 2024年7月1日   |
| バヌアツ                 | マーク・アティ (Marc Ati)                                       | 外務・国際協力・貿易大臣             | 2025年2月11日  |
| バハマ                   | フレデリック・ミッチェル                                        | 外務・移民大臣                       | 2021年9月17日  |
| パプアニューギニア       | ジャスティン・トカチェンコ                                      | 外務移民大臣                         | 2024年1月18日  |
| パラオ                   | グスタフ・アイタロー(Gustav Aitaro)                             | 国務大臣                             | 2021年9月3日   |
| パラグアイ               | ルーベン・ラミレス・レスカノ                                    | 外務大臣                             | 2023年8月15日  |
| バルバドス               | ケリー・シモンズ                                                | 外務・外国貿易大臣                   | 2022年10月26日 |
| ハンガリー               | シーヤールトー・ペーテル                                        | 外務貿易大臣                         | 2014年9月23日  |
| バングラデシュ           | モハメド・トゥーヒド・ホサイン                                  | 外務大臣                             | 2024年8月9日   |
| 東ティモール             | ベンディト・フレイタス                                          | 外務・協力大臣                       | 2023年7月1日   |
| フィジー                 | シティベニ・ランブカ                                            | 外務大臣（首相が兼任）               | 2022年12月24日 |
| フィリピン               | エンリケ・マナロ                                                | 外務長官                             | 2022年7月1日   |
| フィンランド             | エリナ・ヴァルトネン                                            | 外務大臣                             | 2023年6月20日  |
| ブータン                 | ディナナス・ドゥンギエル (Dinanath Dhungyel)                    | 外務大臣                             | 2024年1月28日  |
| ブラジル                 | マウロ・ビエイラ                                                | 外務大臣                             | 2023年1月1日   |
| フランス                 | ジャン＝ノエル・バロ                                            | 欧州・外務大臣                       | 2024年9月21日  |
| ブルガリア               | ゲオルグ・ゲオルギエフ                                          | 外務大臣                             | 2025年1月16日  |
| ブルキナファソ           | カラモコ・ジャン・マリー・トラオレ (Karamoko Jean Marie Traoré) | 外務・協力・在外ブルキナファソ人大臣 | 2023年12月17日 |
| ブルネイ                 | ハサナル・ボルキア                                              | 外務・貿易大臣（国王が兼任）         | 2015年10月22日 |
| ブルネイ                 | エルワン・ユソフ                                                | 第二外務貿易大臣                     | 2018年1月30日  |
| ブルンジ                 | アルベール・シンギロ                                            | 外務大臣                             | 2020年6月28日  |
| ベトナム                 | ブイ・タイン・ソン                                              | 外務大臣                             | 2021年4月8日   |
| ベナン                   | オルシェグン・アジャディ・バカリ (Olushegun Adjadi Bakari)      | 外務・協力大臣                       | 2023年6月6日   |
| ベネズエラ               | イバン・ヒル                                                    | 外務大臣                             | 2023年1月6日   |
| ベラルーシ               | マキシム・ルイジェンコフ                                        | 外務大臣                             | 2024年6月27日  |
| ベリーズ                 | イーモン・コートネイ                                            | 外務大臣                             | 2020年11月13日 |
| ペルー                   | エルマー・シアレル                                              | 外務・国際協力大臣                   | 2024年9月3日   |
| ベルギー                 | マキシム・プレヴォ                                              | 外務・欧州問題大臣                   | 2025年2月3日   |
| ポーランド               | ラドスワフ・シコルスキ                                          | 外務大臣                             | 2023年12月13日 |
| ボスニア・ヘルツェゴビナ | エルメディン・コナコビッチ                                      | 外務大臣                             | 2023年1月25日  |
| ボツワナ                 | ンダバ・ガオラテ                                                | 外務・国際協力大臣                   | 2024年11月11日 |
| ボリビア                 | セリンダ・ソーサ・ルンダ                                        | 外務大臣                             | 2023年11月27日 |
| ポルトガル               | パウロ・ランゲル                                                | 外務大臣                             | 2024年4月2日   |
| ホンジュラス             | エドゥアルド・エンリケ・レイナ                                  | 外務大臣                             | 2022年1月27日  |

### マ行
| 国               | 氏名                                                                 | 役職                               | 就任           |
| ---------------- | -------------------------------------------------------------------- | ---------------------------------- | -------------- |
| マーシャル諸島   | キトラン・カブア                                                     | 外務・貿易大臣                     | 2022年9月15日  |
| マダガスカル     | ラサタ・ラファラヴィタフィカ (Rasata Rafaravavitafika)               | 外務大臣                           | 2024年1月14日  |
| マラウイ         | ナンシー・テンボ                                                     | 外務・国際協力大臣                 | 2021年1月28日  |
| マリ             | アブドゥライ・ディオプ                                               | 外務・国際協力大臣                 | 2021年6月11日  |
| マルタ           | イアン・ボーグ                                                       | 欧州・外務大臣                     | 2022年3月30日  |
| マレーシア       | モハマド・ハサン                                                     | 外務大臣                           | 2023年12月11日 |
| ミクロネシア連邦 | カンディー・A・エリエイサー                                          | 外務大臣                           | 2019年12月3日  |
| 南アフリカ共和国 | ロナルド・ラモラ                                                     | 国際関係・協力大臣                 | 2024年7月4日   |
| 南スーダン       | アリ・ユセフ・アハメド・アル＝シャリフ (Ali Youssef Ahmed al-Sharif) | 外務・国際協力大臣                 | 2024年11月3日  |
| ミャンマー       | タン・スエ                                                           | （軍事政権）外務大臣               | 2023年2月1日   |
| ミャンマー       | ジン・マー・アウン                                                   | （国民統一政府）外務大臣           | 2021年4月16日  |
| メキシコ         | アリシア・バルセナ                                                   | 外務大臣                           | 2023年6月12日  |
| モーリシャス     | アラン・ガヌー                                                       | 外務・地域統合・国際貿易大臣       | 2021年2月6日   |
| モーリタニア     | モハメド・サレム・ウルド・メルズーク (Mohamed Salem Ould Merzoug)    | 外務・協力・在外モーリタニア人大臣 | 2022年3月31日  |
| モザンビーク     | マリア・マヌエラ・ルーカス (Maria Manuela Lucas)                     | 外務・協力大臣                     | 2024年1月17日  |
| モナコ           | イザベル・ベロ＝アマデイ                                             | 対外関係・協力大臣                 | 2021年1月17日  |
| モルディブ       | アブドゥラ・カリール                                                 | 外務大臣                           | 2024年9月30日  |
| モルドバ         | ミハイ・ポプソイ                                                     | 外務・欧州統合大臣（副首相兼任）   | 2024年1月29日  |
| モロッコ         | ナーセル・ブーリタ                                                   | 外務・協力大臣                     | 2017年4月5日   |
| モンゴル         | バトムンフ・バトツェツェグ                                           | 外務大臣                           | 2021年1月29日  |
| モンテネグロ     | アービン・イブラヒモビッチ                                           | 外務大臣                           | 2024年7月24日  |

### ヤ・ラ行
| 国                     | 氏名                                                                    | 役職                     | 就任           |
| ---------------------- | ----------------------------------------------------------------------- | ------------------------ | -------------- |
| ヨルダン               | アイマン・アッ＝サファディー                                            | 外務・移民大臣           | 2017年1月15日  |
| ラオス                 | サルムサイ・コンマシット                                                | 外務大臣                 | 2016年4月20日  |
| ラトビア               | バイバ・ブラジェ                                                        | 外務大臣                 | 2024年4月19日  |
| リトアニア             | ケストゥティス・ブドリス                                                | 外務大臣                 | 2024年12月12日 |
| リビア（二重政府状態） | アッ＝ターヘル・アル＝バーウール (الطاهر الباعور)（国民合意政府、暫定） | 外務大臣                 | 2023年9月22日  |
| リビア（二重政府状態） | ハーフェズ・カドゥール (Hafez Kaddour)（代議院選出）                    | 外務大臣                 | 2022年3月3日   |
| リヒテンシュタイン     | ドミニク・ハスラー                                                      | 外務大臣兼教育・文化大臣 | 2021年3月25日  |
| リベリア               | サラ・ベイソロウ・ニャンティ                                            | 外務大臣                 | 2024年1月25日  |
| ルーマニア             | ルミニツァ・オドベスク                                                  | 外務大臣                 | 2023年6月15日  |
| ルクセンブルク         | グザヴィエ・ベッテル                                                    | 副首相兼外務大臣         | 2023年11月17日 |
| ルワンダ               | オリヴィエ・ンドゥフンギレへ (Olivier Nduhungirehe)                     | 外務・協力大臣           | 2024年6月12日  |
| レソト                 | レジョネ・ムポトジョアン (Lejone Mpotjoane)                             | 外務・国際関係大臣       | 2022年11月4日  |
| レバノン               | ユセフ・ラッジ (Youssef Rajji)                                          | 外務・移民大臣           | 2025年2月8日   |
| ロシア                 | セルゲイ・ラヴロフ                                                      | 外務大臣                 | 2004年3月4日   |

## その他の国・地域・政府

### 経済同盟
| 国・地域・ 政府 | 氏名               | 役職                               | 就任          |
| --------------- | ------------------ | ---------------------------------- | ------------- |
| 欧州連合        | ジョセップ・ボレル | 欧州連合外務・安全保障政策上級代表 | 2019年12月1日 |

### 国連総会オブザーバー資格を有する国
| 国・地域・ 政府                     | 氏名                           | 役職               | 就任          |
| ----------------------------------- | ------------------------------ | ------------------ | ------------- |
| バチカン（聖座）                    | ポール・リチャード・ギャラガー | 国務省外務担当長官 | 2014年12月8日 |
| パレスチナ自治政府 （パレスチナ国） | リヤード・アル＝マーリキ       | 外務庁長官         | 2007年9月     |

### 元国連加盟国
| 国・地域・ 政府  | 氏名   | 役職     | 就任          |
| ---------------- | ------ | -------- | ------------- |
| 中華民国（台湾） | 林佳龍 | 外交部長 | 2024年5月20日 |

### 国連に参加・加盟した実績が無い地域
| 国・地域・ 政府                       | 氏名                                                      | 役職                         | 就任          |
| ------------------------------------- | --------------------------------------------------------- | ---------------------------- | ------------- |
| アブハジア                            | オレグ・バルツィッツ (Oleg Bartsits)                      | 外務大臣                     | 2025年4月18日 |
| 北キプロス・トルコ共和国              | ハサン・タチョイ                                          | 外務大臣                     | 2022年2月21日 |
| クック諸島                            | ティンギカ・エリカナ                                      | 外務・海洋資源・議会担当大臣 | 2024年2月8日  |
| コソボ                                | ドニカ・ゲルバラ＝シュワルツ                              | 外務大臣                     | 2021年3月22日 |
| サハラ・アラブ民主共和国 （西サハラ） | モハメド・イェスレム・ベイサット (Mohamed Yeslem Beissat) | 外務大臣                     | 2025年4月5日  |
| ニウエ                                | ダルトン・タンゲランギ                                    | 外務大臣（首相が兼任）       | 2020年6月11日 |
| 南オセチア                            | ドミトリー・メドエフ                                      | 外務大臣                     | 2017年5月25日 |

### 国際連合非加盟国のみが国家承認している地域
| 国・地域・ 政府      | 氏名                                                                      | 役職             | 就任          |
| -------------------- | ------------------------------------------------------------------------- | ---------------- | ------------- |
| 沿ドニエストル共和国 | ヴィタリー・イグナティエフ                                                | 外務大臣         | 2015年9月14日 |
| ソマリランド         | アブディラフマン・ダヒル・アダン・バカール (Abdirahman Dahir Adan Bakaal) | 外務国際協力大臣 | 2025年1月6日  |

### 亡命政府
| 国・地域・ 政府                     | 氏名                   | 役職     | 就任          |
| ----------------------------------- | ---------------------- | -------- | ------------- |
| ガンデンポタン （チベット亡命政府） | ロブサン・センゲ       | 外務大臣 | 2016年2月28日 |
| チェチェン・イチケリア共和国        | ウスマン・フェルザウリ | 外務大臣 | 2007年        |

### 国際法上の主権実体
| 国・地域・ 政府 | 氏名                                     | 役職                 | 就任         |
| --------------- | ---------------------------------------- | -------------------- | ------------ |
| マルタ騎士団    | リッカルド・パテルノ・ディ・モンテクーポ | 外務総官（外務大臣） | 2022年9月4日 |

### 自治政府、地域
| 国・地域・ 政府        | 氏名                                   | 役職                                 | 就任           |
| ---------------------- | -------------------------------------- | ------------------------------------ | -------------- |
| ガーンジー             | ジョナタン・ル・トック                 | 外務大臣                             | 2016年5月6日   |
| ガガウズ自治区         | ニク・ポペスク                         | 外務・欧州統合大臣（副首相が兼任中） | 2021年8月6日   |
| カタルーニャ州         | ビクトリア・アルシーナ・イ・ブルグ     | 外務・透明性大臣                     | 2021年5月26日  |
| グリーンランド         | ビビアン・モズフェルド                 | 外務・気候大臣                       | 2022年4月5日   |
| クルディスタン地域     | サフィーン・ムフシン・ディザイー       | 外務大臣                             | 2019年7月      |
| ケベック州             | マルティーヌ・ビロン                   | 国際関係・仏語圏大臣                 | 2022年10月20日 |
| ジャージー             | イアン・ゴースト                       | 対外関係大臣                         | 2024年1月30日  |
| スコットランド         | アンガス・ロバートソン                 | 憲法・対外・文化担当官房長官         | 2021年5月20日  |
| トケラウ               | ケリシアノ・カロロ                     | 外務大臣（首相が兼任）               | 2021年3月8日   |
| プエルトリコ           | ベロニカ・フェライウオリ               | 国務長官                             | 2025年1月2日   |
| フェロー諸島           | バールドゥル・ア・スタイグ・ニールセン | 外務・貿易大臣                       | 2022年11月8日  |
| フランス領ポリネシア   | エドゥアール・フリッチ                 | 外務大臣（自治大統領が兼任）         | 2014年9月12日  |
| フランデレン地域       | ヤン・ヤンボン                         | 外務大臣（首相が兼任）               | 2019年10月2日  |
| ブリュッセル首都圏地域 | パスカル・スメット                     | 外務大臣                             | 2019年7月20日  |
| プントランド           | シャイア・ハジ・ファーラー             | 国際協力大臣                         | 2015年6月17日  |
| ワロン地域             | エリオ・ディルポ                       | 外務大臣（首相が兼任）               | 2019年9月13日  |